# Pukamuqu
Pukamuqu (del quechua, puka rojo, muqu montaña, "montaña roja") es una montaña en el Perú. Está situado en el distrito de Cusco. Es un mirador natural de la ciudad del Cusco situado a una altitud de 3600 metros. En la cima de la montaña hay una estatua llamada Cristo Blanco. 